# Billie Jean King
Billie Jean King (születési nevén: Billie Jean Moffitt), (Long Beach, Kalifornia, 1943. november 22. –) profi teniszező. Pályafutása alatt összesen 39, 12 női egyéni, 16 női páros és 11 vegyes páros Grand Slam-győzelmet aratott.
A történelem egyik legnagyobb női teniszezőjének, sportolójának tartják. A sportban és a társadalomban megjelenő szexizmus szókimondó bírálója. A legemlékezetesebb mérkőzése, amire a legtöbben emlékeznek, a „Nemek Harca” volt, amit Bobby Riggs az egykori férfi teniszbajnok ellen játszott, és nyert meg. Billie Jean King volt az első olyan amerikai élvonalbeli sportoló, aki a nyilvánosság előtt vállalta, hogy saját neméhez vonzódik. Jelenleg Ilana Kloss teniszezőnővel él élettársi kapcsolatban.
Billie Jean King kezdeményezésére az ATP mintájára 1973-ban létrejött a WTA (Women’s Tennis Association), ami egyben a hivatásos női tenisz létrejöttét is jelentette. A szervezetnek ő volt az első elnöke.
1987-ben a teniszhírességek csarnokának (International Tennis Hall of Fame) tagjai közé választották.

## Életútja
A kaliforniai Long Beach-en született Billie Jean Moffitt néven. Apja Bill Moffitt tűzoltó, anyja Betty Moffitt. Öccse, Randy szintén sportoló volt. Billie Jean 1954-ben, tizenéves korában elkezdett teniszezni, pedig ekkor még igencsak a gazdag emberek űzhették ezt a sportot. Nehezen indult el, de tehetségét végül felismerték, ezáltal könnyebbé vált számára a sportolás. 1958-ban Kalifornia ifjúsági bajnoka lett. 1961-ben, 18 évesen indult először a wimbledoni teniszbajnokságon, és párosban rögtön bajnoki címet szerzett. Ezt az eredményét 1962-ben megismételte. 1963-ban már egyéniben is döntős volt.
1965-ben, 22 évesen ment férjhez Larry King-hez, akivel az egyetemen ismerkedtek meg. Felvette férje nevét, majd úgy játszott tovább. 1966-ban nyerte első egyéni címét Wimbledonban, és a világranglista élére került, ekkor robbant be igazából az élvonalba, és sorra nyerte a versenyeket. A hetvenes években már egyértelműen ő volt az első számú teniszező a világon. 1972-re teljesítette egyéniben a karrier Grand Slamet, amit vegyes párosban is sikerült elérnie. Hétszer volt hazája Fed-kupa győztes csapatának tagja.
1973-ban volt az úgynevezett "Nemek csatája", amit az egykori wimbledoni férfi győztes, Bobby Riggs ellen játszott, és amit meg is nyert. King fáradhatatlan volt, 1980-ban a Grand Slam-győzelmek tekintetében számított örökranglista harmadik helyét jelentő 39. trófeáját a US Openen 36 évesen gyűjtötte be. 1984-ben vonult vissza, de csak az egyéni mérkőzésektől, mert párosban még egészen az 1990-es évekig játszott.
Már az 1960-as évek végétől érezte, hogy saját neméhez vonzódik, de tudta, hogy a férje túlságosan is szereti, ezért inkább nem mondta el senkinek az érzéseit. Mivel a szülei homofóbok voltak, ezért végképp esélytelennek látta a dolgot, és megpróbált a teniszre koncentrálni. A sikerszériát azonban egy ronda affér követte. Fodrásza, Marylin Barnett 1981-ben beperelte, korábbi leszbikus kapcsolatuk ürügyén tartásdíjat követelt tőle. A botrány dagadásának Billie Jean a maga módján vette elejét: sajtótájékoztatót hívott össze, és mindent elismert. A közvélemény mellé állt, de az ügyre ráment a házassága. Ettől függetlenül férjével csak 1987-ben váltak el. Ekkor fény derült arra, hogy Larry-vel lehetett volna közös gyermekük is, de Billie nem érezte stabilnak a kapcsolatukat. 1981-ben ő lett a világ első élvonalbeli sportolója, aki a nyilvánosság előtt is felvállalta, hogy a saját neméhez vonzódik. 1994-ben, miután végleg lerakta az ütőt, sikerült szüleivel is megbeszélnie a történteket.
Visszavonulása után a mai napig is foglalkozik gyerekekkel, edzéseket tart, és aktívan részt vesz a teniszrendezvényeken is.

## Díjai, elismerései
- 1968: Az Associated Press által alapított Az 1967-es év női sportolója díj[6]
- 1972: A Sports Illustrated megválasztotta az év sportolójának. Ő volt az első teniszező, és az első nő, aki ezt a díjat kapta.[7]
- 1987: Beválasztották az International Tennis Hall of Fame tagjai közé.[3]
- 1990: A Life magazin a 20. század 100 legfontosabb amerikai személyisége közé sorolta.[2]
- 1999: Arthur Ashe Courage Award[8]
- 1996-ban és 2000-ben az amerikai teniszválogatott kapitánya az olimpiai játékokon.[4]
- 2006: Arnold Schwarzenegger, Kalifornia kormányzója a California Hall of Fame tagjai közé választotta.
- 2007: A Sunday Times az év sportolónője életműdíjat adományozta neki.
- 2009: Barack Obama elnök a Presidential Medal of Freedom díjat adományozta neki,[9] amely a legmagasabb civil kitüntetés az Amerikai Egyesült Államokban.
- 2021: Laureus-díj (Életműdíj)[10]

## Megjelent könyvei
- (Kim Chapinnel közösen) Tennis to Win. New York: Harper, 1970.
- (Joe Hyamsszel közösen) Billie Jean King's Secrets of Winning Tennis. New York: Holt, 1974.
- (Kim Chapinnel közösen) Billie Jean. New York: Harper, 1974.
- (Greg Hoffmannal közösen) Tennis Love: A Parents'Guide to the Sport. New York: Macmillan, 1978.
- How to Play Mixed Doubles. New York: Simon & Schuster, 1980.
- (Reginald Brace-szel közösen) Play Better Tennis, New York: Smithmark, 1981.
- (Frank Deforddal közösen) Billie Jean. New York: Grenada, 1982.

## Érdekességek
- Elton Johnnal az egyik legjobb barátja még az 1970-es években hozta össze őket, leginkább együtt teniszeztek, de már nemcsak a sportért, hanem a melegjogokért is küzdhettek együtt. A Philadelphia Freedom című zenét Elton írta King számára, aki akkoriban ennél a csapatnál játszott.
- 2006-ban Elton Johnnal közösen alapították a Billie Awards díjat, amelyet a médiában a női sportolók pozitív ábrázolásáért adtak 2006–2009 között.[11]

## Emlékezete
- Több teniszpályát és csarnokot is elneveztek már róla. 2006-ban az amerikai tenisz szövetség, az USTA róla nevezte el Flushing Meadowban, a US Open tenisztornájának helyszínt adó nemzeti teniszközpontot, melynek hivatalos neve USTA Billie Jean King National Tennis Center.[12] Szülőhelyén, Long Beachen ugyancsak az ő nevét viseli a teniszközpont.[13]

## Grand Slam eredmények

### U.S. Open
Egyéni győztes: 1967, 1971, 1972, 1974
Egyéni döntős: 1965, 1968
Páros győztes: 1964, 1967, 1974, 1978, 1980
Páros döntős: 1962, 1965, 1966, 1968, 1973, 1975, 1979
Vegyes páros győztes: 1967, 1971, 1973, 1976
Vegyes páros döntős: 1975, 1977, 1978

### Wimbledon
Egyéni győztes: 1966, 1967, 1968, 1972, 1973, 1975
Egyéni döntős: 1963, 1969, 1970
Páros győztes: 1961, 1962, 1965, 1967, 1968, 1970, 1971, 1972, 1973, 1979
Páros döntős: 1964, 1976
Vegyes páros győztes: 1967, 1971, 1973, 1974
Vegyes páros döntős: 1966, 1978, 1983

### Roland Garros
Páros győztes: 1972
Páros döntős: 1968, 1970
Vegyes páros győztes: 1967, 1970
Vegyes páros döntős: 1968

### Australian Open
Egyéni győztes: 1968
Egyéni döntős: 1969
Páros döntős: 1965, 1969
Vegyes páros győztes: 1968